# تاکو هارادا
تاکو هارادا (انگلیسی: Takeo Harada؛ زادهٔ ۲ اکتبر ۱۹۷۱) بازیکن فوتبال اهل ژاپن است.
از باشگاه‌هایی که در آن بازی کرده‌است می‌توان به باشگاه فوتبال آویسپا فوکوئوکا، باشگاه فوتبال سرزو اوساکا، و باشگاه فوتبال کاوازاکی فرونتال اشاره کرد.